# Semiothisa foveolata
Semiothisa foveolata är en fjärilsart som beskrevs av Felder 1874. Semiothisa foveolata ingår i släktet Semiothisa och familjen mätare. Inga underarter finns listade i Catalogue of Life.